# 十和田丸 (初代)
十和田丸（とわだまる）は、日本国有鉄道（国鉄）青函航路の車載客船。洞爺丸台風で失われた洞爺丸の代替船として建造された。同型船はない。
後に石狩丸と改称され、車両渡船に改造された。

## 十和田丸建造までの経緯
1954年（昭和29年）9月26日の洞爺丸台風では、車載客船 洞爺丸、車両渡船 北見丸、同 日高丸（初代）、同 十勝丸（初代）、客載車両渡船 第十一青函丸の5隻が沈没した。これらのうち、洞爺丸は1955年（昭和30年）8月25日に浮揚作業を完了したものの、右舷側の損傷が甚だしく、復旧には多額の費用が必要と見込まれたため、国鉄はこれを断念し、1956年（昭和31年）11月10日、代替船の建造を新三菱重工神戸造船所に発注した。これが十和田丸（初代）であった。
洞爺丸事件の重大さに鑑み、運輸省は1954年（昭和29年）10月に学識経験者による「造船技術審議会・船舶安全部会・連絡船臨時分科会」を、国鉄総裁は同年11月に同じく学識経験者による「青函連絡船設計委員会」を設置した。しかし翌1955年（昭和30年）5月11日には宇高航路でも紫雲丸事件が発生したため、後者は同年7月「日本国有鉄道連絡船設計委員会」と改称され、これら二つの審議会では、洞爺丸台風時の青函連絡船の沈没原因とその対策、ならびに第三宇高丸と衝突沈没した紫雲丸の事故原因と対策も審議検討され、答申が出されたが、前者は主として基本事項の審議を行い、後者がこれを受けて実際の設計に反映する役割分担であった。本船建造にあたっては、これら両事件から得られた対策が盛り込まれるところとなり、格段に安全性の高い船となった。
なお1955年（昭和30年）10月20日に出された上記「日本国有鉄道連絡船設計委員会」の第1回答申書で、沈没を免れた羊蹄丸（初代）・摩周丸（初代）・大雪丸（初代）の3隻を「羊蹄丸型」と呼称した。その後も国鉄内ではこの呼称が広く使われていたため、状況に応じ「洞爺丸型」のほか「羊蹄丸型」も使用する。

## 船体構造
喫水線上2.1mの位置に、前後に全通する車両甲板を有し、その内側半分幅を鉄道車両積載のため甲板2層分吹き抜け構造として車両格納所に充て、その船尾端には後述する船尾水密扉が設置された。車両甲板下には第二甲板とその下には船艙があり、車両甲板船首部と両舷の中2階には中甲板が、車両甲板天井部分が遊歩甲板、さらにそれより上、旅客用甲板室の屋上が端艇甲板、航海甲板となる計7層構造で、この基本構造は、洞爺丸型と同様であった。しかし全長は1.3m伸びて120m、幅も復原性向上のため1.55m増しの17.4mと若干大型化された。この船体幅は檜山丸型と同一で、檜山丸型同様、岸壁着岸時は船体中心線を可動橋中心線に対し14.8‰沖側に振っての係留となった。幅だけでなく垂線間長111mも檜山丸型と同一であったが、檜山丸型は横揺れの動揺周期が8～9秒で、津軽海峡に多い8～9秒のうねりと同期してよく揺れた。十和田丸では客船として、この揺れを抑えるため、動揺周期を11秒以上に延ばす必要があり、檜山丸型の船体に十和田丸の客室を載せただけでは11秒以上には延ばせないため、車両甲板下の舷側外板に88‰の傾斜をつけて絞り、満載喫水線での幅を約17mとすることで11～12秒の動揺周期が得られた。このため檜山丸型とは全く異なる船体線図となった。なお船体線図がH型戦時標準船由来で、同様に車両甲板下が絞られていた洞爺丸型の動揺周期は14秒程度であった

### 一般配置

#### 羅針儀甲板
操舵室の屋上で、右舷前方に探照灯が設置され、船体中心線上には磁気コンパスが設置されていた。船体中心線上後方には前部マストが立ち、その頂部にはレーダースキャナーが装備され、マスト基部から高さ2m付近の右側面に汽笛（スチームホーン）が左側面にはモーターサイレンが設置されていた。

#### 航海甲板
操舵室床面が航海甲板で、最前部には、船体全幅からさらに両翼を約1m張り出した操舵室があり、檜山丸型のものによく似た外観であった。しかし檜山丸型では操舵室の平面形状が二等辺三角形の頂点を少し丸めてこれを前方に向けた形で、この二等辺三角形の高さに相当する船体中心線上での操舵室の前後長は6m程度あった。本船ではこの二等辺三角形の頂点をより広い範囲で丸め、前後長を5mまで短縮し、その分、操舵室全体を下の甲板室に対し、前へ進め、操舵室前面中央からの、両側前下方の視界拡大に努めたが、不十分であった。操舵室内船体中心線には木製舵輪の中村式テレモーターが鎮座し、その左側には機械室へエンジン運転の指令を出すエンジンテレグラフ、その左側に鎖式の予備エンジンテレグラフ、さらに左側に船尾係船作業場へ指令を出すドッキングテレグラフが設置されていた。テレモーター右側にはレーダー指示器、その右には海図台が設置されていた。操舵室の後ろ隣には無線通信室が配置されていたが、直接行き来できる扉はなかった。無線通信室の左舷側には電気機器室が配置されていた。

#### 端艇甲板
操舵室直下の端艇甲板室は幅約14.5m、操舵室より後方では12mと船体幅より狭く、前後長も23m弱と小規模なもので、前方の操舵室直下には船長室はじめ甲板部高級船員室と浴室・トイレがあった。それより後方は2等寝台室区画で、中央に前後方向の幅4.5mの広い廊下があり、前方では廊下の中央部に2m幅の洗面室が配置され、廊下突き当りにはトイレが設けられ、この廊下の右舷側に2等A寝台室が5室、左舷側には2等A寝台室4室と最前部に非営業の特別室1室が設けられた。廊下中ほどの中央部床面には幅約1.6m、長さ4mの吹き抜けがあり、この吹き抜け前方から後方に向けて降り、遊歩甲板2等出入口広間に至る幅1mの階段が設置され、寝台室利用客の乗下船通路となった。またこの吹き抜け階段の天井には採光用の天窓が設置された。
国鉄では1955年（昭和30年）7月1日、当時の1等寝台車の需要減と2等寝台車の需要増しによる需給不均衡解消のため、全ての1等寝台車を2等寝台車に格下げした。青函連絡船では、これに遅れること約1年の1956年（昭和31年）6月1日、1等寝台を2等A寝台に格下げし、2等寝台を2等B寝台としていたが、本船の寝台は一応旧1等寝台相当の2等A寝台であった。とはいえ、各寝台室の床面積は10.6 m2と洞爺丸型の7.8m2より広かったが、洞爺丸型の定員4名の2段寝台から6名の2段寝台となり、かえって窮屈になった。また特別室も1段寝台定員2名ながら洞爺丸型のようなバス・トイレ付ではなくなった。
なお、洞爺丸型では、この寝台室区画に配置されていた機関部と無線部の高級船員居室は、車両甲板右舷舷側へ移り、無線通信室も既述の通り、檜山丸型と同様、操舵室との連携容易な1層上の航海甲板の操舵室後ろ隣に移った。
この甲板室後端から約5mの間隔を置いて、檜山丸型と同じ太短い煙突を屋上に載せた甲板室があった。この甲板室の中央部は機関室囲壁で、その左舷側に電池室、右舷側には非常用発電機室が配置され、消音器はその中に収まっていた。
停泊中の車両の積卸し作業時、車両重量による船体傾斜を抑制するため、舷側タンク内の海水を対側のタンクへ船底のポンプで移動させるヒーリング操作を行うが、このポンプを遠隔操縦するポンプ操縦室が、車両積卸しを目視できる端艇甲板後端に設置されていた。
このほか、端艇甲板の名称の起源である端艇（救命艇）が後述するよう片舷5隻ずつ、重力型ダビットに懸架されていた。

#### 遊歩甲板
車両甲板天井に相当する遊歩甲板は、船首係船作業場以外は全て旅客用甲板室であった。船首部分の三角形の露天部分中央には、洞爺丸型や檜山丸型同様、揚錨機が1台あり、両舷の錨の投揚錨を行った。また揚錨機本体の両側面にはワーピングドラムという水平軸で回転する糸巻き形のドラムが突出しており、これに、フェアリーダーという甲板縁に設置された係船索の向きを変える滑車を通して、岸壁とつないだ係船索を巻き付けたうえ、甲板員が3人がかりでこの係船索を引いたり緩めたりして、係船索とワーピングドラムの間の摩擦を調節しつつ、係船索を巻き込んで着岸していった。船首にはこのほかに、この揚錨機の前方の船体中心線上に垂直軸で回転するキャプスタンもあり、これもワーピングドラムと同様の使われ方をしたが、この動力も揚錨機からシャフトと歯車で伝えられていた。係船機械は洞爺丸型ではシンクレア流体継手を介した交流電動式であったが、本船では檜山丸型同様汽動式に戻った。
遊歩甲板室は広く、両舷と船尾側の周囲には幅1～2mの遊歩廊が設けられ、左舷の中ほどの遊歩廊外側柵には、2ヵ所の2等乗船口が設置されていた。甲板室前端から約12mまでの部分には定員164名の畳敷にカーペットを敷いた2等雑居室が設置されていた。羊蹄丸型ではこの区画は2等A寝台室区画であったが、前述の通り端艇甲板に上がった。その後方には左舷に男子トイレ・洗面所、右舷に婦人トイレ・洗面所があり、その間の船体中心線上の幅1.4mの廊下を通り抜けると、幅2.8mに広がるが、その中央は端艇甲板の寝台室区画から降りて来る幅1mの階段に占められた。ここで両舷をつなぐ幅2.5mの通路と交差するが、この丁字状のスペースを2等出入口広間と称し、広間左舷前側に売店、右舷前側には案内所があり、両舷には遊歩廊への出入口があった。
この狭い2等出入口広間の後方は2等椅子席で。まず客室全幅に、3人掛け椅子席が横5列、たて4脚が、後ろ向き前向き、後ろ向き前向きの順に並び、小テーブル付きの向かい合わせボックス席が10組60名分設置された。この横5列のうち、2列目と3列目、3列目と4列目の間隔が約1.2mと広く、前後につながる2本の通路を形成していた。両通路にはさまれた3列目は、上記4脚より後方は幅約2.2mの前部機関室囲壁となるため、2本の通路はこの機関室囲壁の両側面を後方へと通じた。左舷側は同じ椅子を以後全て前向きに2列8脚、48名分設置され、左側通路はその後方の2等食堂入口に突き当たるが、ここで前部機関室囲壁が途切れ約1mの間隔を置いて後部機関室囲壁となり、この前後囲壁間と食堂前を通って両舷を結ぶ1m幅の通路と交わる。食堂の後方には配膳室が隣接していた。同じく右舷側は定員55名の畳敷にカーペットを敷いた2等雑居室があり、上記両舷を結ぶ通路と交差し、さらに定員69名の畳敷にカーペットを敷いた2等雑居室、と続き、右側通路は定員20名の畳敷にカーペットを敷いた2等雑居室に突き当たって、右舷側へ曲がり、右舷遊歩廊へ出ていた。ここまでが2等船室で、甲板室前端から約54mであった。
ここより後端までの約33mは大広間の定員488名の畳敷き3等雑居室であった。大広間の前端には両舷をつなぐ幅1.2mの通路があり、この通路の右舷端から前方向に中甲板に降りる階段が設置され、また中ほどにも両舷をつなぐ幅1.8mの通路があり、ここは3等出入口広間と呼ばれた。この通路両端付近からも、前方に向け中甲板へ降りる幅1.2mの階段があり、この右舷階段降り口横には売店と船客掛控室が配置された。
洞爺丸型同様、天窓が多用されており、客室通路、食堂、配膳室のほか、本船では機関室囲壁幅が広かったこともあり、煙突下の甲板室直後の端艇甲板上の機関室囲壁天井にも天窓が設けられて、機械室まで自然光が入った。
また、前部2等雑居室とその後ろのトイレ・洗面所の間の隔壁と、左舷の配膳室と右舷の定員20名の2等雑居室の後壁で、後ろの3等雑居室との間の隔壁はともに防火隔壁で、遊歩甲板室は長さ方向に3つの防火区画に分割されていた。

#### 中甲板
車両甲板の船首と両舷の中2階が中甲板で、船首から12m付近までが甲板長倉庫関連で占められ、その後ろは、貨車積み主力の車両渡船では船内軌道終端となるが、本船は車載客船で客室面積確保のため、船内軌道は車両渡船に比べ13m程度短縮され、そこに定員210名の畳敷き3等雑居室が設けられた。この後方には車両格納所前壁の前で両舷をつなぐ通路が通り、中甲板舷側部最前部の両舷側にはともに男子用、婦人用トイレ・洗面所が設置されていた。左舷のトイレ・洗面所の前を後方へ進むと、防火隔壁と、その車両格納所側壁側には階段室があった。隔壁の通路を後ろへ抜け、階段室後面の車両格納所寄りから前方に向けて車両甲板へ降りる船員用階段と、階段室後面からその外側に並んで前方に向け遊歩甲板左舷遊歩廊に上る旅客用階段があり、舷側には前部3等舷門が設置され、出入口広間となっており、その後方の車両格納所側には病室が設置されていた。その後ろは車両格納所側に3人掛け椅子が6組12脚、定員36名の向かい合わせの椅子席が設置され、舷側寄りに通路が設けられていた。洞爺丸型ではこの場所での舷側窓は大きな角窓であったが、本船では水密の丸窓となった。
さらに防火隔壁を抜けると、車両格納所側に4人掛けテーブル5卓の3等食堂があり、客用厨室と続き、防火隔壁を抜けると後部3等舷門と出入口広間に達した。ここには後方に向けて上り遊歩甲板3等雑居室内左舷に至る旅客用階段が設置されていた。さらに後方へ防火隔壁を抜けると警乗員室、男子トイレ・洗面所、婦人用トイレ・洗面所があった。
一方、右舷船首中甲板のトイレ・洗面所の前を後方へ進むと、階段室と防火隔壁があり、この階段室は、前面から後方に向け上って遊歩甲板2等出入口広間の案内所に至る船員用階段、いったん後面から入り、前方に回り込んで後方へ向け車両甲板へ降りる船員用階段、後面から前方に向け遊歩甲板右舷遊歩廊へ上る旅客用階段で構成されていた。
右舷には舷門がなく階段室直後から3等椅子席になっていたが、右舷は4人掛けでその分通路は狭かった。向かい合わせ席が22脚11組で定員88名、さらに防火隔壁を抜けると12脚6組定員48名の椅子席で、後方へ上って遊歩甲板3等雑居室内の前方右舷に至る旅客用階段と船客係控室が設置されていた。さらに防火隔壁を抜けると10脚5組定員40名の椅子席と続き、さらに防火隔壁を抜けると後方に向け遊歩甲板3等雑居室内右舷に至る旅客用階段が設置されていた。さらにその後方の防火隔壁を抜けると定員90名の畳敷きの3等雑居室が配置されていた。
なお、本船から、客室ならびに船員室内の照明には、全面的に蛍光灯が採用され、明るい船内となった。また洞爺丸型では、サーモタンク方式の温風暖房が採用されていたが、一部から寒いと不評であったため、サーモタンク方式に代わり機械通風併用での全面的な蒸気放熱器設置となった。

#### 車両甲板
車両甲板には洞爺丸型と同様、車両甲板船尾端は1線で、船内の分岐器ですぐに2線に分岐し、船内の大部分の区間で2線となるよう敷設されたが、車載客船であり船室面積確保のため、車両格納所前端を船首から22m程度後方までに留め、さらに後述の船尾水密扉の設置位置が甲板室後端で、車両甲板後端（エプロン甲板との段差）から約6m前方と、この部分に甲板室からはみ出して車両を積載できた洞爺丸型に比べても、軌道有効長は短くなり、船1番線は有効長80.0mでワム換算10両、船2番線は同64.0mで同8両となり、計18両に留まり、当時19両積載できた洞爺丸型を下回った。船体中央部には幅2.8mの機関室囲壁が設置されたため、この部分で2線間の距離がやや開いていた。なお、車両格納所は洞爺丸型同様、前端、両側面とも水密隔壁で中甲板、車両甲板の船室とは隔絶されていた。
車両甲板船首には中甲板と同じ甲板長倉庫、その後ろ左舷に普通船員食堂、右舷に高級船員食堂と続き、左舷舷側部（左舷中甲板の下）には船首側から船員用トイレ、船員浴室、食堂従業員室、厨室、食糧庫、郵便室、手荷物室と並び、右舷舷側部（右舷中甲板の下）には船首側から無線部、事務部、機関部の高級船員室が配置された。船尾両舷露天部は、船尾係船作業場で、それぞれ汽動式キャプスタンが設置されていた。

#### 第二甲板・船艙
車両甲板下は11枚の水密隔壁で12水密区画に区分されていた。各区画は船首から、船首タンク、錨鎖庫、甲板部船員室区画、機関部船員区画、事務部船員区画、ボイラー室、発電機室、機械室、ポンプ室、車軸室、倉庫、操舵機室で、この3区画の船員室はいずれも第二甲板にあり、うち前2区画は第二甲板が水密で二重底の内底を兼ね、事務部船員区画では第二甲板下の船艙が倉庫で、その下の船底は高さ1m程度の区画式二重底であった。それより後方のボイラー室からポンプ室までは区画式二重底が連続し、車軸室は単底であった。ボイラー室から車軸室までの5区画4枚の水密隔壁の船艙レベルには、交通のための開口部があり、それぞれ前方から第1～4水密辷戸が設置され、非常時には閉鎖された。車軸室の後ろの倉庫区画は水密第二甲板で二重底とし、この第二甲板レベルを、車軸室から倉庫を通って操舵機室に至る通路があったが、通路自体がトンネル状に水密で倉庫とは隔絶しており、これにより倉庫は左右に隔絶され、左右いずれの倉庫へも車両甲板舷側船室からの階段でしか入れず。左舷側は郵便室とつながり、郵便係員、手荷物係員居室として使われた。この水密通路の車軸室側入り口に第5水密辷戸が設置されていたため、通路自体は操舵機室水密区画に属した。操舵機室は単底であった。操舵機室へは車両甲板右舷船室内後端から降りる階段も設置されていた。
ボイラー室、発電機室、機械室、ポンプ室、車軸室の両舷側には、それぞれ独立した車両甲板まで達する舷側タンクがあり、ポンプ室側面の舷側タンクはヒーリングタンクとして使われた。

### 外観
当時の青函連絡船は、着岸前には必ず投錨しており、錨のスムーズな落下は、着岸操船時の安全にかかわる重大事であった。この錨のスムーズな落下性能確保には、錨鎖が船首甲板から船体外板へ通り抜けるホースパイプ内での抵抗を減らす必要があり、それには、ホースパイプと船体中心線との角度を小さくする必要があった。そこで本船では、ホースパイプ出口と、その周囲の船体外板に“アンカーリセス”と呼ばれる陥凹を付け、凹ませた分だけその角度を小さくして、錨のスムーズな落下性能を確保した。このアンカーリセス設置は、国鉄連絡船としては、かつての 関釜連絡船の7,900総トン級客貨船天山丸 崑崙丸以来で、これにより、錨を揚げた状態では、錨がこの“アンカーリセス”に収って目立たなくなり、客船らしい優雅な外観となった。
船体側面の外観は、下部遊歩甲板窓の水密丸窓化後の洞爺丸型（羊蹄丸型）と似ていたが、甲板室前面デザインや煙突は、檜山丸型に似たものとなった。従来の連絡船の船体塗装が白と黒であったのに対し、アイボリー（2.5Y9/2）とあさい緑色（10GY6/4）の塗装となり、青函連絡船では初のカラー化塗装となった。塗り分け線は洞爺丸型にならって中甲板ラインとしたため、檜山丸型より若干低くなった。

### ヒーリング装置の改良
国鉄連絡船では、翔鳳丸型から檜山丸型に至るまで、ヒーリングポンプには、一方向へしか水を流せない遠心式ポンプ等を用い、2個の4方コックを遠隔操作することで、両舷のタンク間の海水の移動だけでなく、船外から、あるいは船外への注排水もできる構造であった。本船では船内軌道が船体中心線近くの2線だけのため、小容量のポンプで対応できたのを機会に、当時国産化されて間がなかった可変ピッチプロペラ式軸流ポンプを国鉄連絡船として初めて採用した。これにより、水をどちらの方向にも流せるようになり、その保守に悩まされていた4方コックを廃し、ヒーリング装置の配管の単純化が図られた。なおヒーリングポンプの動力には、檜山丸型で採用された汽動式とはせず、洞爺丸型同様、交流誘導電動機が使用されたが、出力は16.3kWと小型であった。

## 安全対策

### 洞爺丸沈没の原因
船は強い風波に遭遇したとき、側面から風波を受けて横転するのを避けるため、船首を風波の来る風上方向に向けるのが常である。このような場合、錨泊すれば、船首は自然と風上を向くため、洞爺丸台風当夜も、多くの青函連絡船が、錨泊して船首を風上に向け、錨ごと流されないよう、両舷の主機械を運転しつつ台風の通過を待った。このような態勢でいれば、風下側の船尾開口部から、車両甲板上に海水が大量に浸入することはない、とそれまでの経験から、当時の関係者は考えていた。
しかし、当夜の函館湾の高波は、波高6m、波周期9秒、波長は約120mと推定され、洞爺丸の水線長115.5mよりわずかに長く、このような条件下では、前方から来た波に船首が持ち上げられたとき、下がった船尾は波の谷間の向こう側の波の斜面に深く突っ込んでしまい、その勢いで海水が車両甲板船尾のエプロン上にまくれ込んで車両甲板へ流入、船尾が上がると、その海水は船首方向へ流れ込み、次に船尾が下がっても、この海水は前回と同様のメカニズムで船尾から流入する海水と衝突して流出できず、やがて車両甲板上に海水が滞留してしまうことが、事故後の模型実験で判明した。そして、波周期が9秒より短くても長くても、車両甲板への海水流入量は急激に少なくなることも判明した。
洞爺丸のような船内軌道2線の車載客船では、車両格納所の幅が車両甲板幅の約半分と狭く、車両甲板船尾開口部から大量の海水が浸入したとしても、その滞留量は250トンとも360トンともいわれたが、車両甲板両舷側は縦方向の隔壁で区切られた船室のため、滞留した海水は自由水として舷側まで移動できず、この程度では転覆することはない、とされた。しかし、洞爺丸は石炭焚き蒸気船で、石炭積込口をはじめ車両甲板から機関室（ボイラー室、機械室）への開口部が多数あり、これらの閉鎖は不完全で、滞留した海水が機関室へ流入し、機関停止に至って操船不能となり、走錨もあって、船首を風上に向け続けることができなくなったことが洞爺丸沈没の要因とされた。

### ディーゼル化
先に建造された檜山丸型同様、主機械には従来の蒸気タービンに比べ操縦性が高く、車両甲板から機関室への開口部も少なくできて、機関室の水密性確保の容易なディーゼルエンジンが採用された。エンジン形式は檜山丸型と同一であったが、その使用実績から定格出力2,800制動馬力では余裕があり、また客船として振動軽減も考慮され、定格回転数毎分250回転を230回転に落とし、定格出力も2,600制動馬力に抑えた仕様のディーゼルエンジン2台が搭載された。しかし、低速ディーゼルエンジンは背が高く、これを車両甲板で天井高さが制限される車載客船の機械室に搭載したため、檜山丸型同様、ピストン抜き作業は、車両甲板に設けたボルト締めの水密ハッチの蓋を開けて行う必要があり、車両積載時にはできなかった。
また、360制動馬力の4サイクルトランクピストン三菱神戸JB-5で駆動される三相交流60Hz　445V　300kVAの主発電機3台が、発電機室に設置された。青函連絡船では、船内電力は 1939年（昭和14年）建造の第三青函丸以来、三相交流60Hz　225Vが採用されてきたが、本船からは電圧がより効率的な445Vに上げられた。さらに国際航海に従事する旅客船に義務づけられた非常用設備規程を準用し、国鉄初の自動起動・自動停止する50kVAのディーゼルエンジン駆動非常用発電機が1台、煙突下の端艇甲板室右舷側に設置された。また、この甲板室左舷側には、非常用発電機駆動ディーゼルエンジンの始動セルモーターや非常用操舵機、水密辷戸駆動用等の鉛蓄電池を収納した電池室が設けられた。
主機械、主発電機、ボイラーの各排気筒も檜山丸型にならい、船体強度上有利な船体中心線上に、幅2.8mの機関室囲壁を設けて通し、煙突も太いもの1本となった。
主機械だけではなく発電機も含め、その防振や遮音対策が客船としては十分だったとは言えず、従来の青函連絡船の低振動・低騒音の蒸気タービン船に慣れた乗客には不評を買った。特に2等席（現在のグリーン席に相当）が排気筒の通る機関室囲壁周囲に配置されていたことから、2等客から「3等よりうるさい」などと苦情が出たそうである。

### 船尾水密扉設置
ディーゼル化等により、車両甲板から機関室への水密性が確保されたため、本船のような船内軌道2線の車載客船では、船尾水密扉の設置は安全上必須ではなかった。しかし、客船として更なる安全性向上を目指し、また本船では船尾1線のため、小型の船尾水密扉で対応できたこともあり、加えて、喫緊に実用化の迫られていた船尾3線の客載車両渡船（デッキハウス船）用大型船尾水密扉実用化への試作的な意味もあり、車載客船・車両渡船としては世界で初めて、船楼端隔壁の強度、すなわち付近の船体外殻と同等の強度を有する船尾水密扉が設置された。このため、車両格納所の容積も総トン数に加えられた。
この船尾水密扉は、船尾開口部上縁にヒンジで取り付けられた船尾の軌道1線分をカバーする鋼製の上下2枚折戸式船尾扉で、中央部のヒンジで“く”の字に屈曲し、シャクトリムシのように、この屈曲部分を後方へ突出しつつ、船尾扉下縁両端を船尾開口部両縁のガイドウェイに沿わせて上方へ開き、全開位置では折り畳まれた状態で、開口部直上に垂直に立てられてロックされる構造であった。動力は端艇甲板に設置された電動ウインチで、下部扉下端両側のガイドローラーに固定された左右1対のワイヤーを、それぞれ一旦船尾開口部上縁両端の船尾扉ヒンジよりもやや高い位置で船体に固定された左右1対の滑車で反転し、上部扉下端両側の滑車で再度反転したのち、端艇甲板より1層上のポンプ操縦室頂部の複数の滑車を経由して、端艇甲板のポンプ操縦室前方に設置した電動ウインチに巻き込む仕組みであった。水密ゴムパッキンは船体側の船尾開口部全周に装備されたほか、船尾扉屈曲部分の上部扉下縁にも装備された。船内軌道がこのゴムパッキンを装備した敷居を越える部分では、電動油圧式の跳上げレールとなっており、扉閉鎖時には船内側へ跳ね上げて、船尾扉下縁の水密性を確保した。さらに、扉閉鎖の最終段階では、下部扉を内側から4個の油圧式“締付け装置”で引き寄せて、船尾扉を開口部周囲のゴムパッキンに確実に密着させた。

### 中甲板の水密化
洞爺丸型では、車両甲板両舷中2階の下部遊歩甲板舷側には多数の大型角窓が並んでいたが、洞爺丸台風時には、この窓ガラスが波浪で割られ、海水が車両甲板下の客室にまで流れ込んだ。これが洞爺丸沈没の原因となったわけではなかったが、沈没を免れた3隻の洞爺丸型（羊蹄丸型）では、1956年（昭和31年）までに全て水密丸窓に交換され、この部分の完全予備浮力化が図られていた。本船でも同様の意図で、この甲板の舷側窓には水密丸窓が採用され、その密閉された実態に合わせ中甲板と称した。

### 2区画可浸と舷側タンク
車両甲板下の船体を、檜山丸型の10枚よりさらに多い11枚の隔壁で12区画に区切り、隣接する2区画に浸水しても沈まない“2区画可浸”構造とした。なお洞爺丸型では8枚の隔壁で9区画に区切られ、“2区画可浸”構造ではなかった。

### 直流電動機直接駆動方式水密辷戸の採用
紫雲丸事件時、第三宇高丸と衝突した紫雲丸は、主発電機停止による交流電源喪失で交流電動機直接駆動方式の水密辷戸の閉鎖ができなかったことから、引揚げ後の復旧工事で、その駆動方式を、蓄電池からの直流で駆動する直流電動機直接駆動方式に改造されていた。本船もこれにならい、ボイラー室、発電機室、機械室、ポンプ室、車軸室間の各水密隔壁の船艙レベルに設置された第1～4水密辷戸、および第二甲板レベルで車軸室と操舵機室間をつなぐ水密通路の車軸室側入口の第5水密辷戸の計5ヵ所に直流電動機直接駆動方式水密辷戸が設置された。これらは端艇甲板煙突下の甲板室左舷の電池室からの直流で、車両甲板左舷の船員浴室後端（第1、2辷戸用）、食堂従業員室後方（第3、4辷戸用）、食糧庫後端（第5辷戸用）の3ヵ所の水密辷戸動力室内の、各辷戸専用の3馬力直流複巻電動機を駆動することで開閉された。その動力伝達方法は、電動機の回転出力が、まずウォームギアで減速され、電動機駆動時のみ接続状態となるマグネットクラッチ、駆動軸回転方向が変わったときしばらく空転して起動時の過負荷を防止する過負荷防止継手を経て動力室外へ出た後、この回転運動を伝えるロッドは、自在継手や傘歯車で方向を変えながら船内を進み、水密辷戸に至って、辷戸表面の上下に水平方向に取り付けられた2条のラックギアを駆動して辷戸を開閉するものであった。これらは、操舵室からの電動一括開閉、各動力室からの電動開閉と手動開閉、辷戸現場での電動開閉と手動開閉が可能であった。

### 重力型ボートダビットと救命設備
端艇甲板には、軽合金製手動推進機付の102人乗り救命艇8隻と、発動機付50人乗りと44人乗り救命艇各1隻が洞爺丸型同様、ボートダビットに吊下げられ、ずらりと並んでいた。しかし、端艇甲板から救命艇を海面に降ろす際、旧来のボートダビットでは、救命艇を手動で舷外へ振り出す必要があり、これに人手と時間がかかり、非常時の間に合わないため、ブレーキを外すだけで、救命艇が自重で舷外へ振り出される重力型ボートダビットが採用された。なお、在来船でも既に1957年（昭和32年）2月までに重力型ボートダビットへの交換は完了していた。
また、通常は折りたたまれてコンテナ内に収納され、非常時放出され、炭酸ガスで膨張してゴムボートとなる15人乗りの膨張式救命いかだ4個が、端艇甲板船尾両舷に、国鉄連絡船として初めて搭載された。

### 2枚舵
従来の洞爺丸型では、船速の4倍弱以上の風を真横から受けると、“風に切れ上がる”という風下に回頭できなくなる現象がおきていたが、檜山丸型同様、舵を2枚とし、2基あるプロペラの直後に配置した。これにより、低速時でもプロペラが前進方向に回転している限り、プロペラ後流が直接舵に当たるため、低速時の操船性能は著しく向上し、「風に切れ上がる」こともなくなった。
この舵を動かす電動油圧式操舵機は檜山丸型の改良型で、通常はそれぞれが出力7.5kW交流電動機で直結駆動される2台のアキシャルプランジャ式可変吐出量型油圧ポンプで油圧を造り、これで舵を動かす油圧シリンダーのピストンを駆動したが、この2台の交流電動機駆動油圧ポンプを、その回転軸が一直線になるよう背中合わせに配置し、この2台の交流電動機の間に、これらと回転軸が一致するように100V　7.5kWの直流電動機1台を設置して、何れの交流電動機とも手動クラッチで接続できる構造とした。これにより、交流電源喪失時には端艇甲板煙突下の甲板室に設置された蓄電池からの直流でこの直流電動機を駆動し、このクラッチを介して何れか一方の交流電動機を機械的に駆動して油圧ポンプを運転し、操舵機能を維持できた。この操舵機は操舵室中央に設置されたクラシックな木製舵輪付きの水圧式の中村式浦賀テレモーターで遠隔操縦された。

### 車両甲板下客室の廃止
本船は洞爺丸事件後の補充船として急遽建造されたこともあり、概して客室の内装は簡素であった。また安全性重視の観点から、非常時の脱出に難のある車両甲板下への客室設置が見送られたが、急増する旅客需要にも対応せざるを得ず、当時の羊蹄丸型以上の旅客定員としたため、客室、特に各等の出入口広間が狭く窮屈で、旅客誘導上も不便であった。なお各種別旅客定員は以下の通りであった。2等470名（A寝台54名、椅子席108名、雑居室308名（前部164名、右舷144名））、3等1,000名（中甲板椅子席212、遊歩甲板後部雑居室488名、中甲板前部雑居室210名、中甲板右舷雑居室90名）の計1,470名。
なお、1956年（昭和31年）6月1日からの大雪丸の各種別旅客定員は、2等438名（A寝台44名、B寝台30名、椅子席109名、雑居室255名）、3等814名（下部遊歩甲板椅子席194名、第二甲板前部雑居室230名、第二甲板中部雑居室210名、第二甲板後部雑居室180名）の計1,252名であった。
設置を避けるべき車両甲板下の3等船室は、当時の羊蹄丸型では、ボイラー室前方の2区画、3等前部雑居室230名、中部雑居室210名と、機械室後方の車軸室の後部雑居室180名の計620名で、これらを遊歩甲板後部雑居室488名と中甲板前部雑居室210名へ移動させて698名分確保した。
この3等遊歩甲板後部雑居室488名転入により、羊蹄丸型で同所にあった2等雑居室は、遊歩甲板中央部右舷の144名と遊歩甲板前部の164名定員へと移動し、計308名を確保した。遊歩甲板中央部右舷はもともと、前方の旧1等出入口広間と後方の2等出入口広間をつなぐ広い通路で、前方では喫煙室としてソファーが置かれ、後方は通路に面して事務長室、主席事務室等が設置されていた。これら事務部高級船員室は車両甲板右舷へ転出させた。遊歩甲板前部には2等A寝台室があったが、これはそっくり1層上の端艇甲板へ移転させ、そこにあった機関部と通信部の高級船員居室も車両甲板右舷へ転出させ、無線通信室は操舵室後ろ隣へ移転した。なお羊蹄丸型では車両甲板右舷は一部に船員居室はあったが、大部分は車両甲板下の3等雑居室利用客用のトイレ・洗面所が設置されていた。
羊蹄丸型では遊歩甲板の食堂配膳室の後ろに隣接して2等B寝台が設置されていたが、本船では設置されず、その分、食堂と配膳室が後方へ移動し、前方の旧1等出入口広間との間が空いたため、ここに2等椅子席を設けた。
船首中甲板への3等雑居室配置により押し出された高級船員食堂、甲板部船員食堂、甲板部船員居住区は、食堂が1層下の車両甲板前方に下がり、元からあった機関部船員食堂も含め、船員食堂区画とした。中甲板の甲板部船員居室と車両甲板の機関部船員居室は、羊蹄丸型では3等雑居室となっていた車両甲板下第二甲板のボイラー室前方に隣接した2つの水密区画へ移され、羊蹄丸型でも事務部船員居住区であったこれら2区画のさらに前方の1区画を含め、連続3区画が船員居住区となり、船首側から順に、甲板部、機関部、事務部の各普通船員居室となった。

## 運航
洞爺丸台風直後の 1954年（昭和29年）10月1日から、元関釜連絡船 徳寿丸が客船として青函航路に助勤し、洞爺丸喪失の穴を埋めていたが、本船就航を前にした1957年（昭和32年）8月31日、青森第2岸壁6時25分発　函館第1岸壁10時55分着の13便で終航し、9月8日16時30分函館第1岸壁から下関へ向け出航し、9月11日9時、下関鉄道桟橋係留、9月13日付で広島鉄道管理局へ戻った。
同年10月1日、車載客船である本船就航により、3年ぶりに車載客船4隻とデッキハウス船・車両渡船10隻の計14隻体制に戻った。運航ダイヤは檜山丸型が就航した1955年（昭和30年）10月1日ダイヤ改正以来の定期18往復、臨時1往復のままであったが、1956年（昭和31年）11月19日ダイヤ改正では、船便番号が整理され、元進駐軍専用便の1201便・1202便の便名が消えた。この改正では、通常は羊蹄丸型3隻と徳寿丸との4隻で、うち3隻稼働で定期旅客扱い便4往復運航し、多客時は4隻稼働で、後に深夜の特急接続便となる11便（青森第2岸壁0時40分発　函館第2岸壁5時10分着）、12便（函館第2岸壁23時45分発　青森第2岸壁4時25分着）に1時間先行する3011便（青森第1岸壁23時40分発　函館第1岸壁4時10分着）と、25分後行する3012便函館第1岸壁0時10分発　青森第1岸壁4時50分着）の多客時臨時旅客扱い便が増発され5往復となっていた。本船は羊蹄丸型3隻と共通運用された。
本船就航時はちょうど「なべ底不況」と呼ばれた景気後退期で、1958年（昭和33年）度の往復貨物輸送量は前年比96%の439万トンに留まったが、旅客輸送人員の増加は著しく、前年比109%の往復263万人であった。1959年（昭和34年）後半からは「岩戸景気」の影響で貨物輸送量も増加に転じたが、この間わずかな時刻変更はあったものの、最大19往復に変化はなく、1961年（昭和36年）夏には滞貨を擁する事態となり、同年度の貨物輸送量は521万トン、旅客は319万人に達した。
1961年（昭和36年）10月1日ダイヤ改正は、14隻体制のまま迎えたが、連絡船の機関整備のための休航から休航までの間隔を延ばして運航回数を増やし、増便に努めた。旅客扱い便は日中の時間帯に定期便1往復増便して車載客船3隻で5往復とし、多客時には車載客船4隻で6往復し、従来からの深夜の臨時続行便を運航した。貨物便も14往復、繁忙期には16往復に増発し、合計最大21往復となった。またこの改正では、函館 - 旭川間に北海道初の特急「おおぞら」1往復が設定され、上野発着の常磐線経由東北本線特急「はつかり」、新設の大阪発着の日本海縦貫線特急「白鳥」と青函連絡船の深夜便を介して接続されることになり、下り11便改め1便（青森第2岸壁0時10分発　函館第2岸壁4時35分着）が4時間25分、上り12便改め2便（函館第2岸壁0時15分発　青森第2岸壁4時45分着）で4時間30分運航とし、わずかながらスピードアップを果たした。なお臨時続行便の3001便（青森第1岸壁0時30分発　函館第1岸壁5時00分着）と3002便（函館第1岸壁23時20分発　青森第1岸壁4時00分着）との運航順が上下で逆になった。折からの北海道観光ブームで増加する旅客需要に対応した1963年（昭和38年）7月12日のダイヤ改正では、車載客船4隻で、多客時さらに日中1往復の臨時便を増発して旅客扱い便最大7往復とし、合計最大22往復とした。
1964年（昭和39年）5月10日には高速客載車両渡船 津軽丸が、8月12日には 八甲田丸が就航し、同年9月からは、遅延回復能力の高いこれら2隻のいずれかが、ほぼ毎日、下り「はつかり」・「白鳥」から「おおぞら」に接続する1便に充当された。
1964年（昭和39年）10月1日のダイヤ改正では、この時期就航していた津軽丸型2隻で運航される4往復の客扱い便が設定され、新設の上野発着の東北本線経由寝台特急「はくつる」と、函館 - 網走・釧路間に新設された道内2番目の特急「おおとり」とを連絡する3便・4便に限り3時間50分運航とし、残る3往復は在来船での代替も考慮し4時間20分運航とされ、旅客の集中する深夜の特急接続便の1便・2便も津軽丸型での運航便となった。また1便の続行便3001便、2便の先行便3002便はこれまで多客時のみの不定期運航であったが、この改正から、それぞれ11便（4時間30分運航）・12便（4時間40分運航）として定期化され、旅客扱い便は定期便だけで6往復となった。当初はこれら続行便1往復を含む2往復に、本船と摩周丸（初代）、羊蹄丸（初代）が充当されていたが、摩周丸（初代）は10月26日の11便で終航し、羊蹄丸（初代）も翌1965年（昭和40年）6月20日の11便で終航となる一方、津軽丸型の新造船が続々と就航し、当初計画6隻の最終船羊蹄丸（2代）が同年8月5日に就航した。
この津軽丸型 6隻就航を受けての1965年（昭和40年）10月1日ダイヤ改正では、津軽丸型5隻で運航される12往復が3時間50分運航となり、うち9往復で旅客扱いが行われた。4時間30分運航の本船は、旅客扱い便としては船脚が遅く、貨車航送もワム換算18両と少なく、深夜の下り特急接続便1便の続行便で、本改正で11便から便名変更された101便と、310便の1往復のみの運航となり、日中は函館港内で“昼寝”状態となった。
1964年（昭和39年）7月には、道南海運による大間 - 函館間航路が、本州と北海道を結ぶ初めてのカーフェリー航路として開設された。当時、青森 - 函館間にカーフェリー航路はなく、青函間の自動車航送の需要が見込めたため、津軽丸型6隻就航時には客貨とも輸送力に余裕ができると考えた国鉄は、同年7月、貨車輸送需要の落ち込む夏期限定ながら、本船の車両甲板に枕木を敷きつめ、大型バス14台、あるいは普通トラック18台、あるいは乗用車30台を積載し、青森第1岸壁と函館第4岸壁で自動車を自走で積卸しし、旅客乗下船のため函館桟橋にも寄る、上り6時間20分、下り5時間45分の、夜間1往復のカーフェリー構想を立案した。しかし貨車航送能力に余裕はできず、本船は車両渡船へ改造となり、この計画は実現しなかった。しかし1966年（昭和41年）8月の集中豪雨による東北本線、奥羽本線不通時の、檜山丸（初代）によるトラック航送実現には、この時の調査研究が役立った。

### 車載客船から車両渡船へ改造
当時の青函航路は、継続する高度経済成長による北海道内の消費水準向上や、農業・土木の近代化に伴う化学肥料や機械・車両の入り込みもあり、下り貨物輸送量の伸びが著しく、1965年（昭和40年）には300万トン（上りは328万トン）に達し、1963年（昭和38年）8月の津軽丸型6隻建造決定当時の予測を上回るもので、1966年（昭和41年）以降の貨物輸送の逼迫が予想された。そのうえ、旅客輸送の伸びも著しく、1965年（昭和40年）10月22日には津軽丸型の1隻の追加建造と、それに合わせ、稼働率不良の本船を1966年（昭和41年）秋でいったん係船することが決定された。
1966年（昭和41年）10月1日の変101便で十和田丸としての最後の運航を終え、一旦函館港内のブイに係船された。追加建造の津軽丸型第7船が十和田丸の船名を継承していたため、同年10月21日、石狩丸と改称のうえ、青函航路の逼迫した貨車航送能力増強のため、同年10月12日の理事会で車両渡船への改造が正式決定され、同年11月1日着工となった。

## 石狩丸（2代）
函館ドックでの半年間の改造工事を終え、1967年（昭和42年）5月6日再就航した。
遊歩甲板の甲板室は船尾側の半分、すなわち2等（旧3等）雑居室を含め左舷側は旅客食堂の半ばから、右舷側は1等（旧2等）雑居室の半ばから船尾側の甲板室は全て撤去され、残った前方の甲板室は、端艇甲板が高級船員居住区に、遊歩甲板改め船楼甲板が普通船員居住区に改装され、船楼甲板機関室囲壁左舷側の1等（旧2等）椅子席部分が船首側から高級船員食堂、普通船員食堂に、旅客食堂部分前半分が調理室に改装された。これに伴い、車両甲板下や車両甲板舷側の船員居室は全て廃止された。このため、煙突より前半分は十和田丸の面影を残していた。従来からの煙突はボイラーと発電機からの排気を受け持ち、主機械からの排気は煙突の船尾側に新設された左右に近接して並ぶ2本のツノ型の排気筒が受け持った。なお、端艇甲板の救命艇は右舷最前部の1隻のみ救助艇として残された。撤去された救命艇のうちの一艘は長らく保管され、1871年（明治4年）に木古内町サラキ岬沖合で沈没した咸臨丸のミニチュアモニュメントに改造されたうえで、2007年（平成19年）4月よりサラキ岬にて展示されている。
車両甲板では中甲板が船首部のみ残して撤去され、機関室囲壁幅も1.2mに縮小され、船内軌道は檜山丸型同様、船尾3線、車両甲板の大部分で4線となるよう敷設し直された結果、ワム換算43両の積載が可能となった。これにより、車両甲板左舷の船室内に設置されていた水密辷戸動力室は、第1と第2が船楼甲板の甲板室内の前部機関室囲壁右舷に、第3と第4がツノ型の排気筒の直下右舷の機関室囲壁外に、第5が船楼甲板左舷の係船指揮台の前方に移設された。
十和田丸時代は船内軌道2線のため、ヒーリングタンクにはポンプ室側面の容量177.4トンの第4舷側タンクが使用されていたが、船内軌道4線化で、これでは容量不足のため、前隣の機械室側面の第3舷側タンクと、第4舷側タンクの前半分を連結して片舷容量297.1トンと293.5トンのヒーリングタンクとし、前年建造された津軽丸型第7船 十和田丸（2代）と同等の、85kW交流誘導電動機駆動可変ピッチプロペラ式軸流ポンプを装備したヒーリングシステム1セットに換装し、機能向上が図られた。
船尾水密扉も津軽丸型と同じ、電動油圧式トルクヒンジ駆動の3線幅の大型のものに取り替えられ、ポンプ操縦室を含む船尾部分は津軽丸型とほぼ同じ形に改造されたため、船体後半は後に建造された渡島丸型に似たものとなった。
係船機械は十和田丸時代は、それ以前からの連絡船同様、遊歩甲板（石狩丸では船楼甲板）船首の揚錨機1台と船尾車両甲板両舷のキャプスタン1台ずつだけであった。この改造工事で、船首船楼甲板左舷に1ドラム型、右舷に2ドラム型の係船ウインチが追加設置された。また船尾はこの改造工事で大きく形を変え、上記の船尾キャプスタンはその周囲の景色共々消失し、新しく船尾船楼甲板上に、左舷に1ドラム型、右舷に2ドラム型の係船ウインチが新設された。いずれも汽動式ながら、津軽丸型同様、船首では一段高くなった船首指揮台の操縦スタンドから、船尾では船尾左舷の指揮台の操縦スタンドから遠隔操縦できるように。揚錨機も同様に遠隔操縦できるよう改造された。これにより着岸時、各係船ウインチで直接それぞれの担当の係船索を巻き込めるようになり、離着岸時の省力化が進められた。

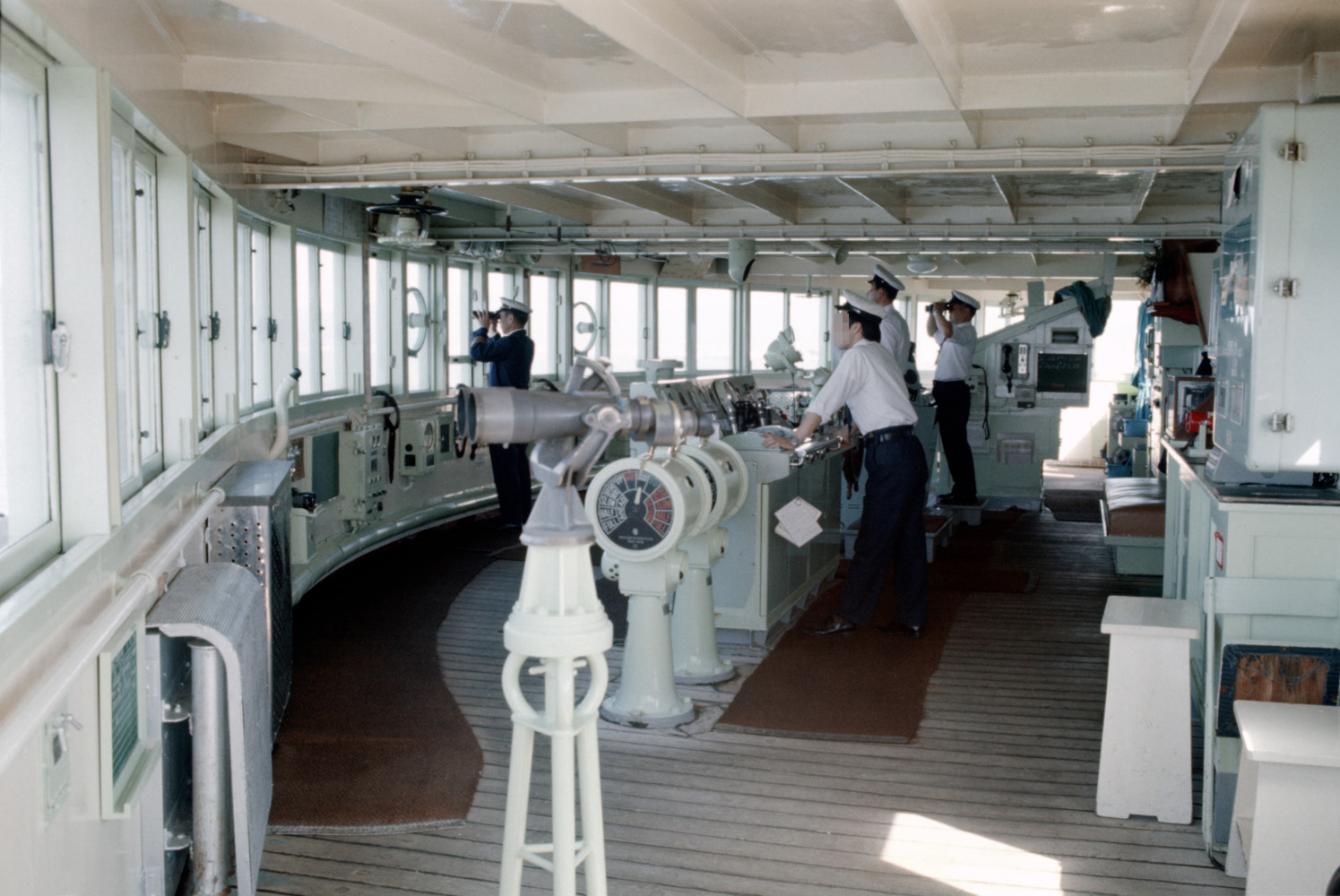
石狩丸操舵室　向う側（右舷側）“小屋掛け”が海図台、その手前に第1・第2レーダーが並び、その手前、船体中心線上に木製舵輪付きテレモーター、その手前が主機遠隔操縦装置で、2本の操縦レバーは若干前傾しており、“微速前進”程度、その手前には2本のテレグラフが立つが、向う側のテレグラフの右舷面は離着岸時に船尾係船作業場に指令を出すドッキングテレグラフ、左舷面はテレモーター故障時に車両甲板下船尾操舵機室へ舵取り指令を出すステアリングテレグラフ、手前のテレグラフは主機遠隔操縦装置故障時に主機械機側に主機械運転指令を出すエンジンテレグラフ。函館有川離岸直後で船長が操船指揮をとっている。1975年7月18日撮影

操舵室には主機遠隔操縦装置が設置され、主機械の発停、正逆転、回転数制御が操舵室から直接できるようになり、固定ピッチプロペラながら、より迅速なプロペラ制御が可能となった。また通常着岸時に船長が立つ操舵室左舷端から、右舷船尾を押す補助汽船の動向、ならびに船尾と可動橋との状況が監視できるよう、工業用テレビカメラが、船尾から約40mの船楼甲板右舷側とポンプ操縦室頂部に試験的に設置され、モニターテレビ2台が操舵室左舷後面に設置された。機関部では機械室中段への監視室設置などの近代化工事も行われたが、機関出力に変化はなく、青森 - 函館（有川）間　下り4時間30分　上り4時間35分のままであった。
塗装は乳白色（7.5Y9/0.5）と藍色（2.5PB2.5/7）に変更され、塗り分け線も約1.2m上がり檜山丸型や津軽丸型とほぼ同じ高さとなった。ファンネルマークは改造当初は十和田丸時代と変わらず「工」であったが、最後の蒸気タービン船が引退した1970年（昭和45年）、「JNR」に変更された。
再就航後は、航海速力、車両積載数が同一の檜山丸型2隻と共通運用されたが、渡島丸型第6船の3代目石狩丸就航を前に、1977年（昭和52年）3月18日に終航し、同年7月21日　共和商会に売却され、その後、大韓民国で解体された。

## 沿革
- 1957年（昭和32年）
  - 9月16日 - 竣工。
  - 9月22日 - 8時神戸港出港[117]
  - 9月23日 - 11時47分竹芝桟橋着[118]
  - 9月25日 - 16時00分竹芝桟橋発[119]
  - 9月27日 - 7時45分函館第1岸壁着[120]
  - 10月1日 - 函館港内沖発6時00分　青森第2岸壁10時40分着7010便で試運航11時45分第1岸壁へ転岸レセプション後17時20分発　函館第1岸壁21時50分着19便で就航[121]
- 1958年（昭和33年）10月30日 - 主機ピストンピン軸受メタル焼損し12月16日まで休航[122][123][124]。
- 1960年（昭和35年）7月1日 - 国鉄が、従来の2等を1等に、従来の3等を2等に呼称変更し、3等の呼称を廃止したため[21]、各等の船室呼称も変更。
- 1961年（昭和36年）
  - 6月 - 第2レーダー装備[125][126]
  - 7月11日 - 従来の1等椅子席を撤去し、背ずりが65度まで倒れるリクライニングシート67席を1等指定椅子席として設置[127][128][129][130][131]。
  - 10月1日 - ダイヤ改正で羊蹄丸型車載客船とともに、深夜の特急接続便、下り1便では4時間25分、上り2便では4時間30分運航開始[89]。
- 1964年（昭和39年）
  - 5月10日 - 津軽丸型の第1船 津軽丸（2代）就航。
  - 8月12日 - 第2船八甲田丸就航。
  - 10月1日 - ダイヤ改正で深夜の特急接続便の1便・2便が共に4時間20分運航の津軽丸型運航便となり、深夜の続行便（11便　4時間30分運航）・先行便（12便　4時間40分運航）の運航が定期化した[94]。
  - 11月1日 - 津軽丸（2代）が左舷減速機過熱のため4時間20分運航の108便・501便の1往復に就航できず、本船が代走し、それぞれ20分延着の変108便と10分延着の変501便として運航し接続列車に遅れなし[132]
- 1965年（昭和40年）
  - 10月1日 - 津軽丸型当初計画6隻就航後初のダイヤ改正で、津軽丸型5隻で運航される12往復（うち9往復は旅客扱い便）が3時間50分運航となり、本船は4時間30分運航の旅客扱い便1往復のみの運航[133]。
  - 10月3日～19日 - 宇高連絡船の新造船伊予丸型にならい、両舷側のボイドスペースに硬質ウレタンフォームを注入し、外板損傷時の復原性低下防止を図った（函館ドック）[134][135]。
- 1966年（昭和41年）
  - 10月1日 – 青森第2岸壁0時10分発　函館第1岸壁4時40分着の変101便で十和田丸として終航、9時08分離岸し9時45分函館第4岸壁で物品陸揚げ後15時06分離岸、港内第4ブイに係船[136]。
  - 10月3日 - 石狩丸へ改称との北海道支社通達148号[137][138]
  - 10月21日 - 石狩丸へ船名変更[137][138]。新造船 十和田丸（2代）が14時22分函館第4岸壁へ回着[139]
  - 11月1日 - 改造工事着手[99]
  - 11月5日 - ブイを離れ函館ドック岸壁に係留[140]
- 1967年（昭和42年）
  - 4月2日 - 車両甲板面とレールの間に入れる鋼板をガス切断中、甲板を貫通し、火の粉が車両甲板下の機械室に落下して油に引火、同室を全焼[137][141]。
  - 4月26日 - 公式試運転中の17時20分揚錨機ブレーキ効かず両舷錨と錨鎖脱落海没[142][143]
  - 5月1日 - 改造工事竣工
  - 5月5日 - 函館第4岸壁15時23分着で貨車積み15時34分沖出し、17時00分まで速力試験、結果良好で22時45分沖発[144]
  - 5月6日 - 青森第3岸壁3時20分着7070便で試運航[145][146]函館第第4岸壁10時45分発　青森第3岸壁15時20分着9060便で本就航[106][147][107][148][149][150]。
- 1977年（昭和52年）
  - 3月18日 - 青森第3岸壁10時25分　函館第4岸壁14時55分着、船底汚損のため12分延着の15時07分着の73便にて終航[151][152]
  - 7月21日 - 共和商会に売却[116]

## 船名変更について
- 青函連絡船で初代と2代目がある船は十和田丸（初代・2代目）など数多い[153]が、初代から3代目まであるのは石狩丸（初代・2代目・3代目）のみである。
- 青函連絡船で改称が行われたのは、十和田丸（初代）→石狩丸（2代目）のみであるが、1905年（明治38年）竣工の元関釜連絡船壱岐丸（初代）は、1922年（大正11年）11月から1924年（大正13年）5月まで青函連絡船として運航され[154]、その後、稚泊連絡船として運航された後、大阪商船に売却され樺太丸と改称、1945年（昭和20年）7月の空襲で壊滅した青函航路に傭船として1947年（昭和22年）9月まで助勤した例もある[155]。